# 浜王子

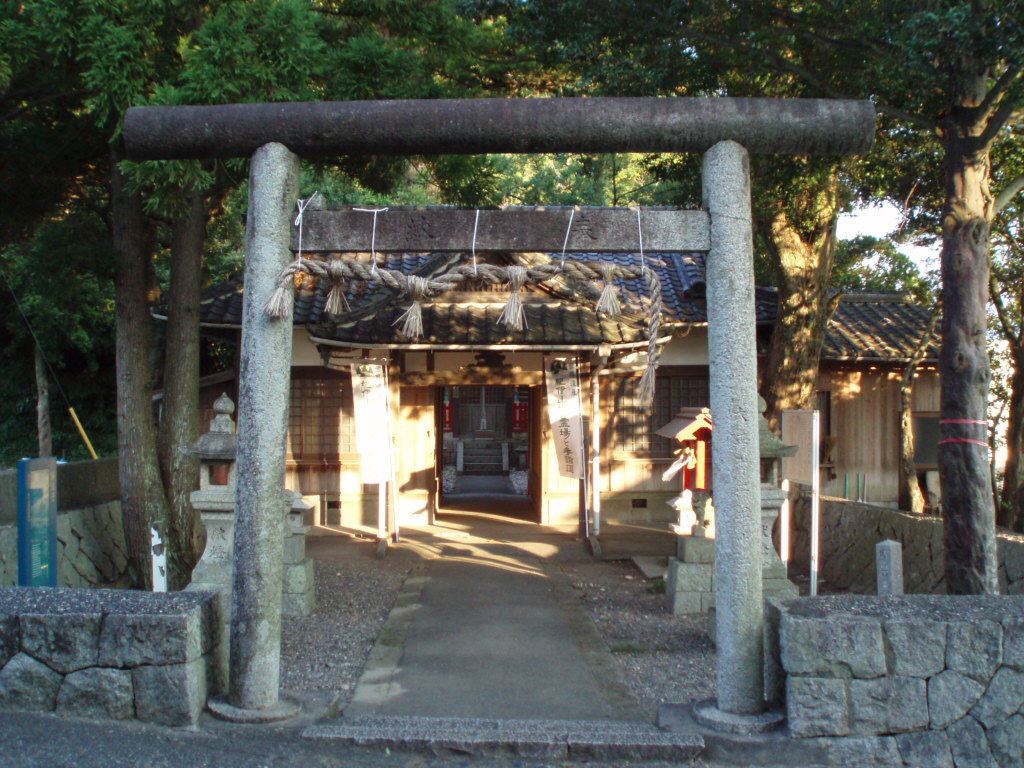
鳥居

浜王子（はまおうじ）は和歌山県新宮市にある神社。熊野九十九王子のひとつ。県指定史跡（1959年〈昭和34年〉1月8日指定）。

## 概要
浜王子の創建年代は明らかではないが、伝承によれば、神武東征の際に熊野灘で嵐に遭った際、自らの身を投じて嵐を鎮めた2柱の神、稲飯命と三毛入野命を祀ったのが起源であるという。この伝承に見られるように、古くから海の神を祀る海浜の宮であったと考えられるが、熊野信仰の発展とともに熊野権現の御子神を祀る王子社として知られるようになったと見られる。
承元4年（1210年）の修明門院参詣記の5月4日条には、新宮・那智の間に阿須賀、高蔵、佐野、一及野の4つの王子社の存在が言及されているが、浜王子の名は見当たらず、史料上の初見は、文明5年（1474年）の『九十九王子記』に「浜王子」と記されているものである。その後、江戸期に入ると『紀伊続風土記』に方3尺6寸余（約120cm）の小祠と5尺（約165cm）の鳥居からなる「浜王子社」についての記述が見られる。14世紀前半にはかなりの社格があったと見え、元亨2年（1322年）には武蔵国豊島郡（東京都北区）の領主であった豊島右近太夫景村なる人物が自領に勧請した（王子神社）と伝えられる。
1879年（明治12年）に阿須賀神社に合祀されたが、1926年（大正15年）に村社として独立した。戦前までは松林に囲まれたゆったりとした景観を誇り、78坪（約258平方メートル）の境内地には現在の大浜（王子ヶ浜）の海浜地をも含んでいたと言う。その当時の景観は旧『新宮市誌』所収の写真で確認できるが、今日では周囲が住宅地化したことで失われた。これは、1946年（昭和21年）の南海大地震により、応急に住宅建設の要に迫られたことから、社地を含む周囲の国有地が払い下げられたことによるものである。

## 交通機関
- JR紀勢本線・新宮駅下車
- 熊野交通バスで「大浜」バス停下車後、徒歩にて住宅地内に入る